# Droga krajowa nr 37 (Węgry)
Droga krajowa nr 37 (węg. 37-es főút) – droga krajowa w północno-wschodnich Węgrzech, w komitacie Borsod-Abaúj-Zemplén. Długość - 82 km. Przebieg: 
- Felsőzsolca – skrzyżowanie z 3 i M30
- Szerencs
- Bodrogkisfalud – skrzyżowanie z 38
- Sárospatak
- granica węgiersko-słowacka Sátoraljaújhely – Slovenské Nové Mesto – połączenie ze słowacką drogą nr 553